# 吳昶錫
吳昶錫（1982年6月2日—），韓國男演員。2008年通过KBS电视剧《他们的世界》出道，2013年因MBC电视剧《欧若拉公主》获得关注并凭借该剧获得MBC演技大奖新人奖。

## 个人生活
2019年承认与共同出演综艺节目《戀愛的滋味 (第二季)》的李彩恩发展为恋人关系，两人于2023年分手。

## 演出作品

### 電視劇
- 2008年：KBS《他們的世界》飾演 成少宥
- 2010年：SBS《雅典娜：戰爭女神》飾演 李東勳
- 2011年：OCN《特殊案件專案組TEN》飾演 升韓毅
- 2012年：KBS《愛情啊愛情啊》飾演 朴盧慶
- 2013年：MBC《歐若拉公主》飾演 黃瑪瑪
- 2014年：MBC《來了！張寶利》飾演 李在熙
- 2015年：SBS《我的心一閃一閃》飾演 車道勳
- 2015年：Drama H（朝鲜语：드라마 H）《You Will Love Me》飾演 吳根白
- 2016年：tvN《Entourage》（特別出演）
- 2017年：SBS《被告人》飾演 姜俊赫
- 2018年：MBN《Rich Man》飾演 閔泰柱
- 2019年：KBS《太陽的季節》飾演 吳太陽／金六月
- 2021年：Youtube網絡劇《爱情#hashtag》飾演 金志訓
- 2022年：MBC《魔女的遊戲》飾演 姜志浩 / 劉志浩
- 2024年：KBS2《無血無淚》飾演 白城允
- 2025年：MBC《加州汽車旅館》飾演 延秀的生父

### 電影
- 2010年：《再靠近一點》
- 2019年：《The House（朝鲜语：더하우스）》飾演 趙俊義

### 音乐剧
- 2020年：《黎明的眼睛》（여명의 눈동자）[5]
- 2021年：《紅色庭院》（붉은 정원）[6]

### MV
- 2008年：趙光宇《在我心中》
- 2010年：鄭仁《討厭你》

## 綜藝節目
- 2019年：TV朝鮮《戀愛的滋味 (第二季)》

## 獎項
| 年份   | 颁奖礼                     | 奖项                        | 作品                 | 结果 | 参考   |
| ------ | -------------------------- | --------------------------- | -------------------- | ---- | ------ |
| 2012年 | 第20屆大韓民國文化演藝大獎 | 電視劇部門 男新人獎         | 《愛情啊愛情啊》     | 獲獎 | [ 7 ]  |
| 2013年 | MBC演技大獎                | 男新人獎                    | 《歐若拉公主》       | 獲獎 | [ 8 ]  |
| 2014年 | MBC演技大奖                | 连续剧部门 男子优秀演技奖   | 《来了！张宝利》     | 提名 | [ 9 ]  |
| 2016年 | 第10届有线TV放送大奖       | 最佳情侣奖（与李泰林）      | 《You Will Love Me》 | 獲獎 | [ 10 ] |
| 2019年 | KBS演技大奖                | 日日剧部门 男子优秀演技奖   | 《太陽的季節》       | 提名 | [ 11 ] |
| 2021年 | 第7届APAN Star Awards      | 连续剧部门 男子最优秀演技奖 | 《太陽的季節》       | 提名 | [ 12 ] |
| 2023年 | 闻庆抢镜者庆典             | 本奖                        | 《魔女的遊戲》       | 獲獎 | [ 13 ] |
| 2024年 | KBS演技大奖                | 日日剧部门 男子优秀演技奖   | 《無血無淚》         | 獲獎 |        |

## 外部連結
- 吳昶錫的Instagram帳戶
- NAVER（页面存档备份，存于）